# Il racket dei sequestri
Il racket dei sequestri (The Squeeze) è un film britannico del 1977 diretto da Michael Apted.